# ایرانیان کانادا
ایرانیان کانادا یا افراد ایرانی-کانادایی، شهروندان کانادا هستند که اصلیت ایرانی دارند یا دارای تابعیت دوگانه ایرانی و کانادایی می باشند. طبق آمار وزارت امور خارجه ایران در سال ۲۰۲۱ میلادی ۴۰۰٬۰۰۰ نفر ایرانی‌تبار در کانادا زندگی می‌کنند. شمار ایرانیان کانادا با موج مهاجرت ایرانیان از سال ۱۳۶۸ خورشیدی تاکنون رو به فزونی گذاشته‌است. پیش از انقلاب، ایرانی‌ها بیشتر برای فرصت‌های آموزشی و اقتصادی یا سرمایه‌گذاری به کانادا مهاجرت می‌کردند. اما پس از انقلاب به ویژه در دهه ۱۹۸۰، دلایل سیاسی و مذهبی، فرار از جنگ ایران و عراق  دلایل مهاجرت ایرانیان به کانادا افزوده شده‌است. با ورود به قرن ۲۱، تعداد فزاینده‌ای از افراد وابسته به دولت ایران گاهی پس از اختلاس کلان مانند رئیس یکی از بانکها بنام بانک ملی ایران نیز به کانادا مهاجرت کردند. اما مشکلات فرهنگی و اقتصادی همچنان از عوامل عمده مهاجرت ایرانیان است. مستند "صد سال در کانادا", که توسط کانون ایرانیان دانشگاه‌های کانادا گردآوری و تهیه شده، نگاهی ست اجمالی بر تاریخ زیسته ایرانیان در کانادا از سال ۱۳۰۰ شمسی تا کنون.

## تاریخچه
اولین ایرانیان در اوایل قرن بیستم وارد خاک کانادا شدند. تا پس از پایان جنگ جهانی دوم، تعداد ایرانیان ساکن کانادا انگشت شمار بود و هجوم زیاد گروه‌های مهاجر به کانادا پس از جنگ جهانی دوم شامل ایرانیان نبود. در طول دهه‌های ۱۹۵۰ و ۱۹۶۰ نیز، سالانه فقط ۱۰ تا ۱۰۰ ایرانی به کانادا مهاجرت می‌کردند. در واقع تا سال ۱۹۸۰ جامعه ایرانی-کانادایی توسعه قابل توجهی نیافت. این روند پس از انقلاب ۱۹۷۹ ایران که سلطنت را سرنگون و حکومت اسلامی را به قدرت رساند دچار تغییر گشت و شاخص مهاجرت به‌طور قابل توجهی افزایش یافت. در دهه ۱۹۸۰ و بیشتر از آن در دهه ۱۹۹۰، در هر سال چند هزار ایرانی به کانادا آمدند که این روند تا به امروز ادامه داشته‌است. در ۵ سالهٔ ۱۹۹۱ تا ۱۹۹۵ تعداد ۱۵٬۵۳۵ نفر که در ایران متولد شده بودند به کانادا مهاجرت کردند. در ۴ سال ۱۹۹۶ تا ۲۰۰۰ این رقم ۲۴٬۶۶۵ نفر بوده و در ۵ سالهٔ ۲۰۰۱ تا ۲۰۰۶ نیز تعداد ۲۷٬۶۰۰ نفر دیگر مقیم کانادا شدند که متولد ایران بودند. این در حالی است که تعداد کل کاناداییان زادهٔ ایران پیش از سال ۱۹۹۱ فقط ۲۴٬۲۸۵ نفر بوده‌است. مهاجرت ایرانیان پس از سال ۱۳۸۸ (۲۰۰۹ میلادی) با موج جدیدی روبه رو شد و افزایش چشمگیری داشته‌است.

## ایرانی‌تباران کانادا

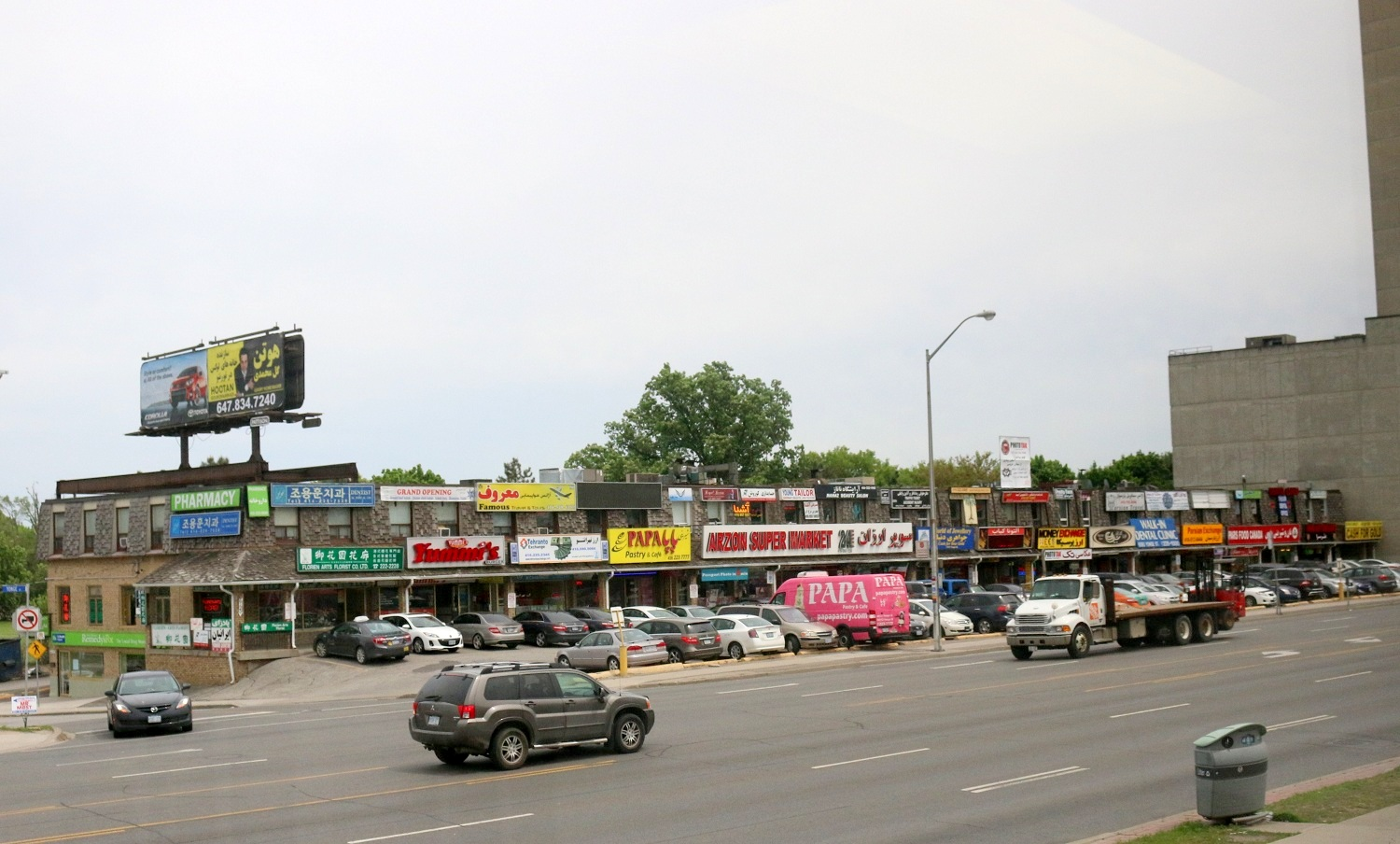
پلازای ایرانیان واقع در محله لیتل پرشیا، یکی از مراکز اصلی خرید ایرانی در شمال خیابان یانگ، تورنتو

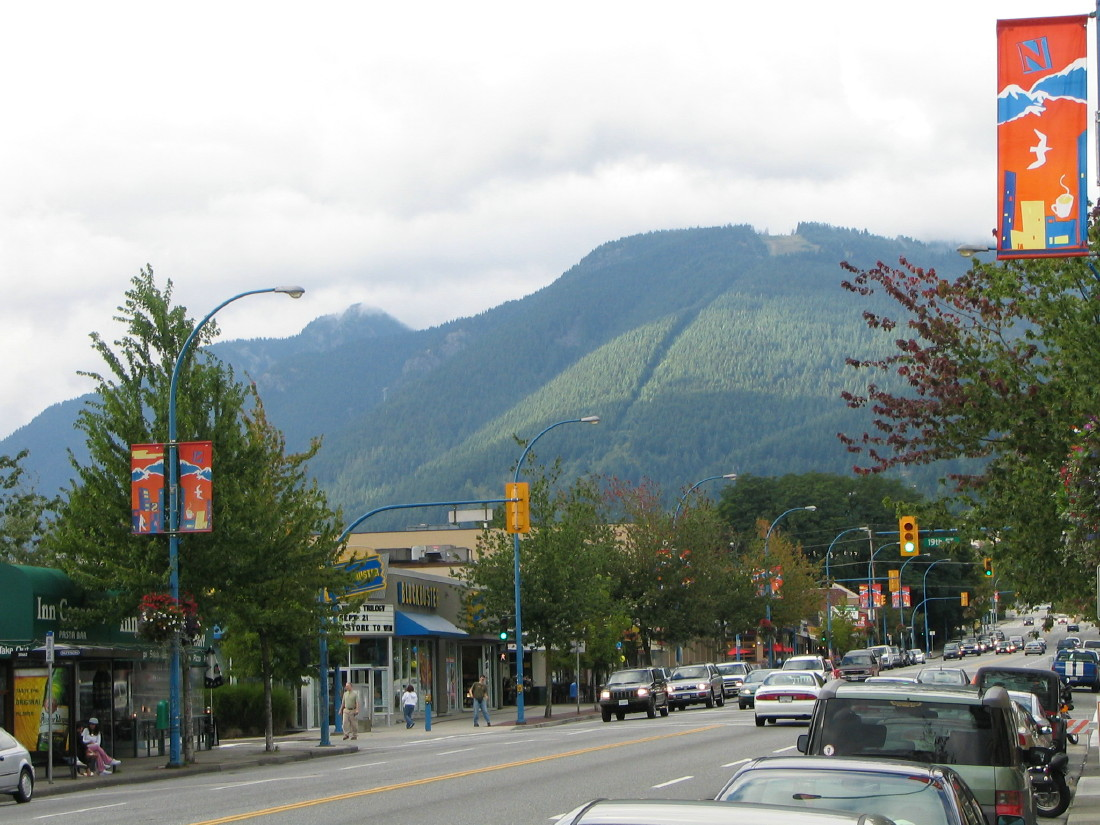
خیابان لانزدل، ونکوور با کوه کراس در پس زمینه. بسیاری از ایرانیان در این خیابان یا اطراف آن مشغول به کار یا زندگی هستند.

بر اساس نتایج آمار سرشماری سال ۲۰۱۶ که توسط مرکز آمار و داده‌های کانادا منتشر شد بیش از ۲۱۰ هزار نفر ایرانی در کانادا زندگی می‌کنند.
همچنین بر پایه آمار رسمی ارائه شده از سوی مرکز آمار کانادا در سال ۲۰۱۱ در این کشور ۱۶۳٬۲۹۰ نفر ایرانی‌تبار زندگی می‌کرده‌اند که ۸۳٬۴۹۵ نفر از ایشان مرد و ۷۹٬۸۰۰ نفر زن بوده‌اند. این آمار بیش از ۳۴٪ رشد جامعه ایرانیان کانادا را طی ۵ سال را نشان می‌دهد.
در سرشماری سال ۲۰۰۶ تعداد ۱۲۱٬۵۰۵ نفر گزارش کرده‌اند که اصالت ایرانی دارند. ۹۹۲۲۵ نفر اصل و نسب خود را تنها به ایران منتسب کرده‌اند و ۲۲٬۲۸۰ نفر بخشی از تبار خود را به ایران مرتبط دانسته‌اند که حداقل برخی از اجداد آنان از ایران بوده‌اند. این آمار جهش قابل توجهی را نسبت به آخرین سرشماری پنج سال قبل نشان می‌دهد که در آن ۸۸٬۲۲۰ نفر در پاسخ به سؤال منشأ قومی، ایران را عنوان کرده بودند. ۷۳٬۴۵۰ نفر از ایشان تنها به ایران اشاره کردند و ۱۴۷۷۰ نفر ایران را به عنوان بخشی از تبار خود گزارش کرده بودند. همچنین از کل این تعداد ۹۵٬۴۲۰ نفر اظهار کردند که مستقیم از ایران مهاجرت کرده‌اند که قابل مقایسه با ۶٬۴۵۲٬۳۰۵ نفر جمعیت کل مهاجران در سراسر کانادا است.
از ۹۲٬۰۹۰ مهاجر ایرانی ساکن کانادا در سال ۲۰۰۶، تعداد ۲۷٬۶۰۰ نفر بین سال‌های ۲۰۰۱ و ۲۰۰۶ وارد کانادا شده بودند، که رشد جهشی و قابل توجهی از جمعیت ایران را نشان می‌دهد. ۲۴٬۶۶۵ مهاجر ایرانی بین سال‌های ۱۹۹۶ و ۲۰۰۰ و تعداد ۱۵٬۵۳۵ نفر دیگر بین سال‌های ۱۹۹۱ و تعداد ۱۹۹۵ و ۲۴٬۲۸۵ نفر دیگر پیش از سال ۱۹۹۱ به کانادا وارد شده‌اند.
نتایج جدیدترین سرشماری کانادا نشان می‌دهد نسل جدید ایرانی‌تبارهای ساکن کانادا، راحت‌تر از نسل‌های قبلی خود با دیگر قومیت‌ها و نژادها ازدواج می‌کنند. در اوایل سال ۲۰۱۸ اداره آمار کانادا اعلام کرد اگر نسل اول مهاجران ایرانی که به کانادا آمده‌اند، تمایل زیادی به ازدواج با غیرایرانی‌ها نداشته‌اند و فقط ۱۵ درصد آنها عضو یک جامعه چندنژادی بوده‌اند، این میزان در نسل دوم مهاجران ایرانی کانادا به حدود ۵۰ درصد رسیده‌است و حالا نتایج جدیدترین سرشماری‌ها نشان می‌دهد این میزان در نسل سوم مهاجران ایرانی‌تبار حدود ۸۰ درصد است.

## مناطق ایرانی‌نشین کانادا

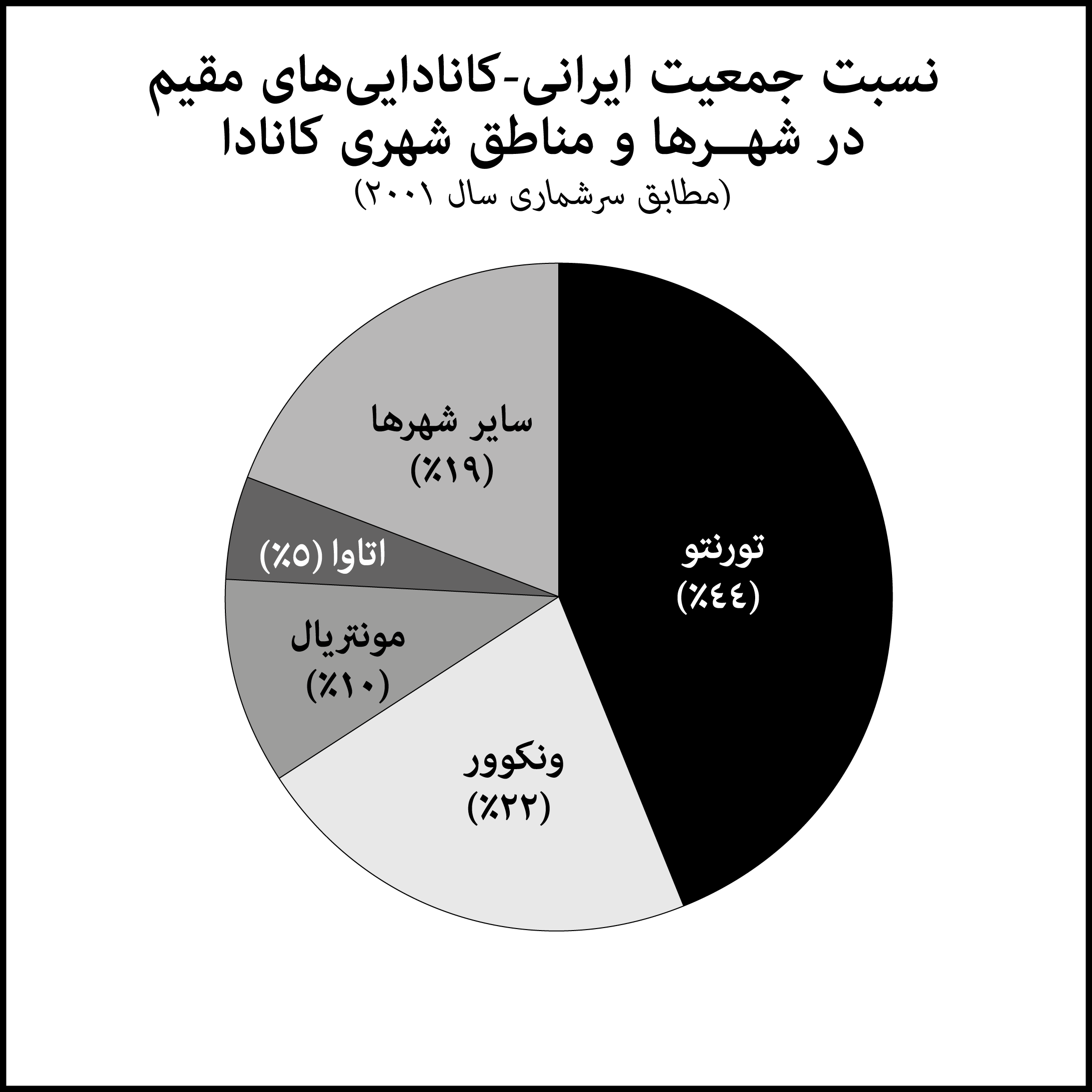
جمعیت ایرانی-کانادایی‌ها در شهرهای کانادا بر اساس آمار سال ۲۰۰۱

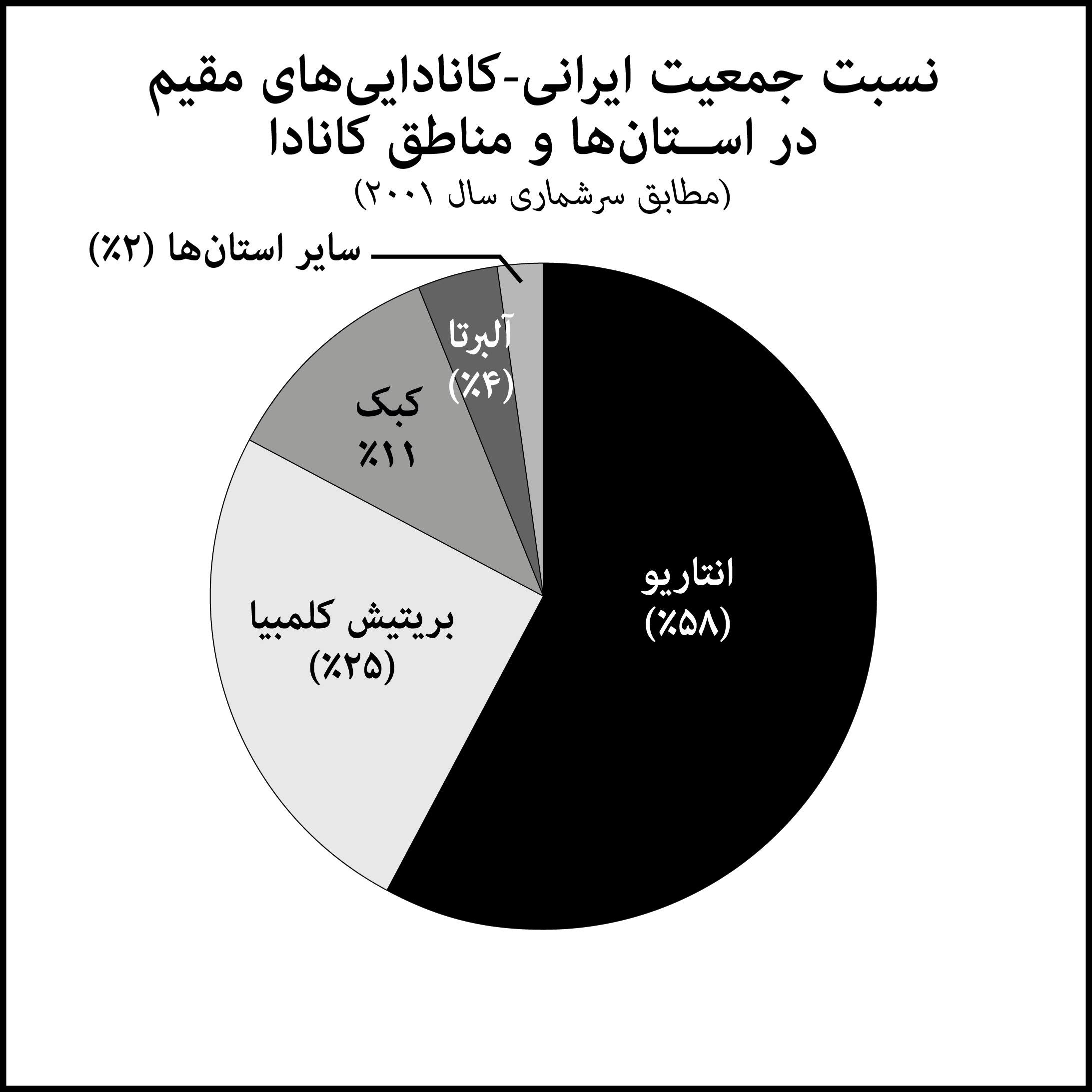
جمعیت ایرانی-کانادایی‌ها در استانهای کانادا بر اساس آمار سال ۲۰۰۱

تجمع اصلی ایرانیان کانادا را می‌توان به ترتیب در جنوب استان انتاریو، بریتیش کلمبیا، کبک و آلبرتا پیدا کرد. در سال ۲۰۰۱ نسبت ایرانیان در این استان‌ها به ترتیب ۵۸٪، ۲۵٪، ۱۱٪، ۴٪ بوده و فقط ۲٪ از ایرانیان در سایر استان‌ها و مناطق کانادا ساکن بوده‌اند.
طبق آمار ۲۰۰۱ میلادی بیشتر ایرانیان به ترتیب در کلان‌شهرهای تورنتو (۴۴٪)، ونکوور (۲۲٪)، مونتریال (۱۰٪)، اتاوا (۵٪) و سایر شهرها ۱۹٪ بوده‌است.
اکثریت قریب به اتفاق ایرانیان در حومه شمالی کلان‌شهر تورنتو مانند نورث یورک، ویلودیل، تورن هیل، وان، مارکام، ریچموند هیل، آرورا و نیومارکت زندگی می‌کنند. پلازای ایرانیان واقع در محله لیتل پرشیای تورنتو یکی از مراکز اصلی خرید ایرانیان در شمال خیابان یانگ می‌باشد. همچنین در ونکوور بزرگ ایرانیان زیادی در نورث ونکوور، وست ونکوور و ترای سیتیز (شامل کوکیتلام، پورت کوکیتلام و پورت مودی) ساکن هستند. همچنین جمعیت مهاجران ایرانی مقیم آلبرتا نزدیک به ۹۰۰۰ نفر است. اکثریت ایرانیان مقیم آلبرتا در دو شهر بزرگ این استان (ادمونتون و کلگری) زندگی می‌کنند. بنا بر اداره آمار کانادا در سال ۲۰۱۶ بیشتر از ۲۶۰۰ مهاجر ایرانی در ادمونتون و ۵۶۰۰ در کلگری ساکن بودند. همچنین ایرانیان مقیم آلبرتا در ۳۰ سال گذشته چندین انجمن فرهنگی ایرانیان را تشکیل دادند که به برگزاری مراسم نوروز و معرفی فرهنگ ایران به جامعه کانادا می‌پردازند. انجمن فرهنگی ایرانیان کلگری از جمله این انجمن‌های فرهنگی هستند. با اینحال در سال‌های اخیر و به خاطر سیاست‌های مهاجرپذیری استان ساسکاچوان جمعیت ایرانیان در این استان افزایش چشمگیری داشته‌است. در سال ۲۰۱۷ جمعیت ایرانیان شهر سسکتون به ۲۵۰۰ نفر (دانشجو و مقیم) رسید. با اینحال داده‌های دولت کانادا نشان می‌دهد هنوز هم بیشتر ایرانیان تازه‌وارد به کانادا استان‌های انتاریو و بریتیش کلمبیا را برای زندگی انتخاب می‌کنند.

## رسانه‌ها
در کانادا به‌ویژه در شهرهای تورنتو و ونکوور تعداد زیادی نشریه، تلویزیون و رادیوی پارسی‌زبان فعالیت دارند؛ که با توجه به جامعه در حال رشد ایرانیان روز به روز بر شمار آن‌ها افزوده می‌شود. عمده نشریات به صورت هفته‌نامه منتشر می‌شوند و تلویزیون‌های فارسی چند ساعت برنامه در هفته پخش می‌کنند. بیشتر فعالیت این رسانه‌ها در راستای آگهی‌های مشاغل و مسائل جامعه ایرانیان مهاجر است.

## ایرانی-کانادایی‌های سرشناس

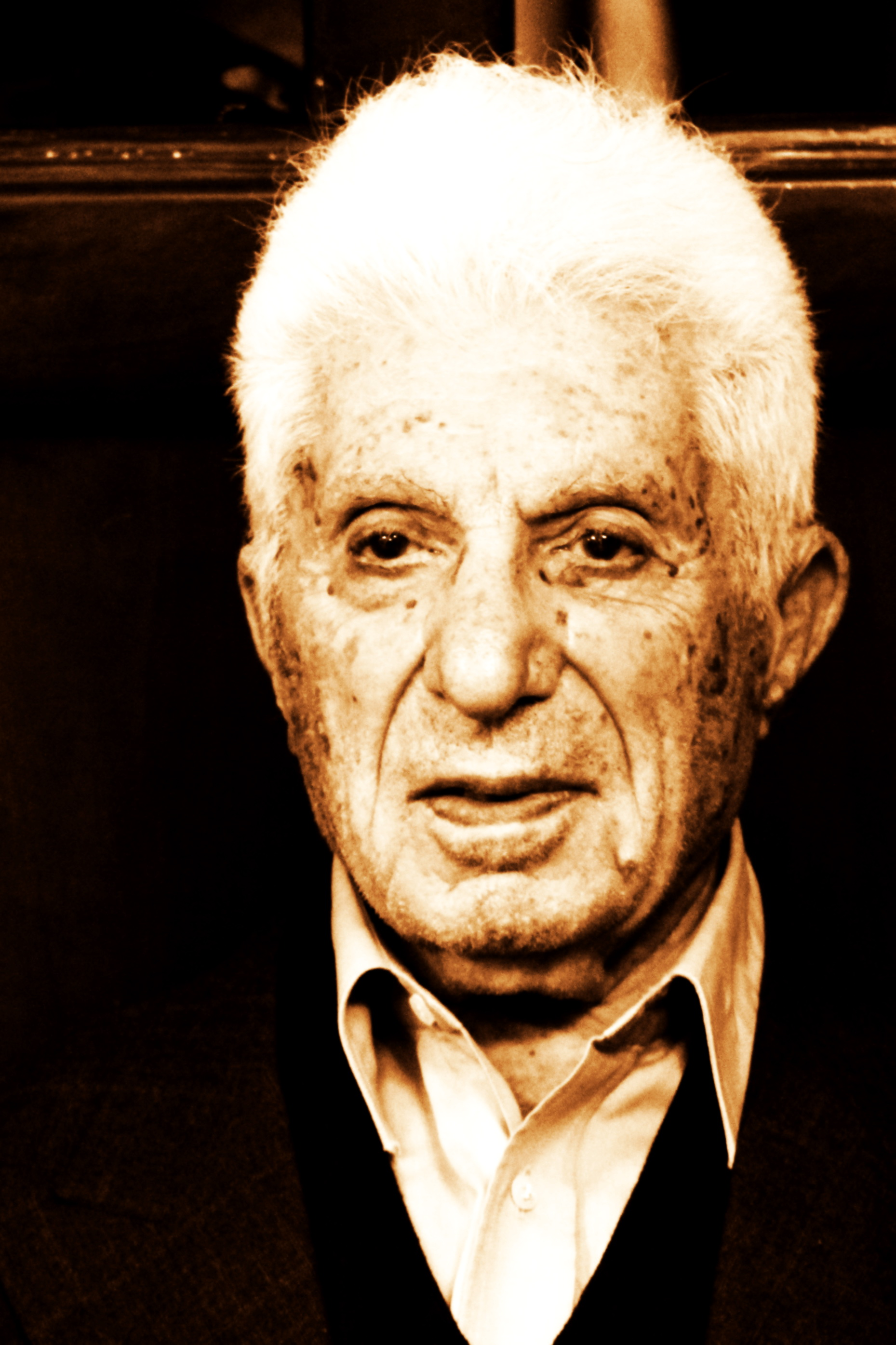
فضل‌الله رضا (۱۲۹۳–۱۳۹۸)، استاد دانشگاه و رئیس پیشین دانشگاه تهران و دانشگاه صنعتی شریف

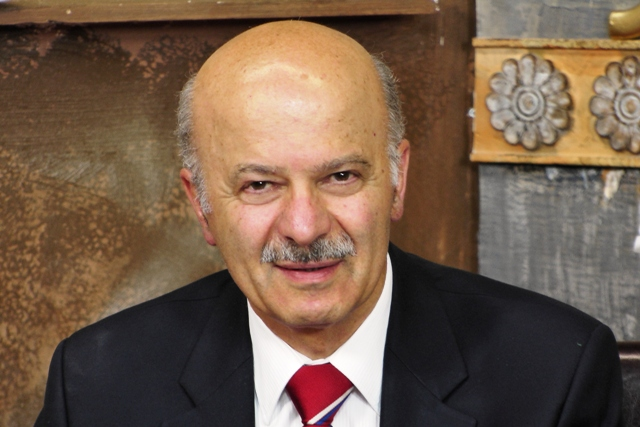
رضا مریدی، سیاستمدار ایرانی-کانادایی، نماینده شهر ریچموند هیل در مجلس استانی اونتاریو

شمار ایرانیان موفق در کانادا بسیار زیاد است و با توجه به جامعه در حال رشد کانادایی-ایرانی‌ها و جا افتادن نسبی آنها رو افزایش نیز هست. اسامی برخی از کانادایی-ایرانی‌های سرشناس به این ترتیب است:

### علوم و صنایع
- الکس تقی تبرک، اقتصاددان
- فضل‌الله رضا دومین رئیس دانشگاه صنعتی شریف و سفیر سابق ایران در یونسکو و کانادا
- علی‌محمد ایزدی وزیر کشاورزی کابینه مهندس بازرگان، سرپرست دانشسرای کشاورزی شیراز
- نوید خوانساری تولیدکننده، کارگردان و نویسندهٔ بازی‌های کامپیوتری
- کاوه فرخ، مدرس تاریخ دانشگاه بریتیش کلمبیا
- پیام اخوان، وکیل، فعال حقوق بشر و استاد دانشگاه مک‌گیل
- ابراهیم کریمی، فیزکدان، استاد دانشگاه اتاوا
- رامین جهانبگلو، فیلسوف
- نیما ارکانی حامد، فیزیکدان
- پرهام اعرابی، استاد دانشگاه تورنتو در رشته مهندسی برق
- رکسانا مصلحی، متخصص ژنتیک
- علی خادم‌حسنی، متخصص مهندسی پزشکی، بیومتریال و مهندسی بافت
- مهتا شیخی ، باستان شناس

### فعال مدنی و سیاسی
- مایکل پارسا، نماینده مجلس قانون‌گذاری اونتاریو
- مجید جوهری، نماینده ریچموند هیل در مجلس عوام کانادا
- علی احساسی، نماینده ویلودل در مجلس عوام کانادا
- رضا مریدی، سیاستمدار، وی نماینده ریچموند هیل در مجلس استانی اونتاریو بود.
- امیر خدیر سیاستمدار، نماینده منطقه انتخاباتی مرسیه در مجمع ملی کبک
- هما هودفر، استاد رشته انسان‌شناسی در دانشگاه کونکوردیا
- علیرضا نامور حقیقی، تحلیل‌گر سیاسی و استاد تاریخ دانشگاه تورنتو
- آرشام پارسی، کنشگر مدنی و فعال حقوق دگرباشان
- علی سینا، منتقد اسلام
- حمید قاسمی، زندانی سیاسی محکوم به اعدام

### کارآفرین
- حسن خسروشاهی، صاحب پیشین فیوچر شاپ
- کریم حکیمی، صاحب فروشگاه‌های زنجیره‌ای حکیم اپتیکال
- خانواده قرمزیان، از خانواده‌های ایرانیان یهودی‌تبار
- مجید پیشیار، بازرگان و مدیرعامل باشگاه فوتبال
- جواد موفقیان، میلیاردر ایرانی کانادایی

### رسانه‌ها
- ژیان قمیشی، مجری رادیو و تلویزیون، نویسنده، موسیقی‌دان و برنامه‌ساز
- مازیار بهاری، روزنامه‌نگار
- فرید حائری‌نژاد، روزنامه‌نگار، مستندساز
- نیک آهنگ کوثر، کاریکاتوریست
- زهرا کاظمی، عکاس خبرنگار
- هما دوروتی پرواز، خبرنگار شبکه تلویزیونی الجزیره
- شایا گلدوست، خبرنگار و کنشگر حقوق بشر

### ادبیات
- رضا براهنی، نویسنده
- عزیز معتضدی، نویسنده
- سبکتکین سالور، نویسنده و فیلمنامه‌نویس
- مارینا نعمت، نویسنده
- فرشته مولوی، نویسنده
- مرضیه ستوده، نویسنده و مترجم
- فریبا کلهر، نویسنده
- ترانه جوانبخت، پژوهشگر، شاعر

### معماری
- هوشنگ سیحون، معمار و رئیس سابق دانشکده هنرهای زیبای دانشگاه تهران
- حسین امانت، معمار
- فریبرز صهبا، معمار

### هنر
- پرویز تناولی، مجسمه‌ساز و پژوهش‌گر
- توکا نیستانی، معمار و کاریکاتوریست
- گیتی نوین، نقاش و گرافیست
- نسرین خسروی، تصویرگر
- حجت‌الله شکیبا، نقاش و عکاس

### موسیقی
- فریبرز لاچینی، موسیقی‌دان، آهنگساز و نوازنده پیانو
- حسین بهروزی‌نیا، آهنگ‌ساز و نوازندهٔ بربط
- لطفی منصوری، مدیر و کارگردان اپرا
- کاوه یغمایی، خواننده و آهنگ‌ساز
- بتی، خواننده قبل از انقلاب
- سُلی، خواننده
- پروانه سپانلو خواننده
- بنیامین و مایک شیر (شای برادرز)، گروه دو نفره موسیقی الکترونیک
- مرجان فرساد، انیمیشن‌ساز، تصویرگر، خواننده و ترانه‌سرا
- بابک امینی، آهنگساز و نوازنده
- شادمهر عقیلی آهنگساز، خواننده، نوازنده و بازیگر ایرانی طی سالیان (۲۰۰۶–۲۰۰۱) ساکن کانادا بوده و پس از آن به ایالت متحده آمریکا مهاجرت کرد

### فیلم‌سازی
- سهیل پارسا، کارگردان تاتر، بازیگر
- محمد عمرانی، کارگردان تاتر، بازیگر
- نیاز سلیمی، بازیگر فعال اجتماعی
- رامین کریملو، خواننده و بازیگر
- نیکول بوشهری بازیگر
- وحید رهبانی، بازیگر
- شهرام شَعرباف، آهنگساز
- نصرت‌الله کنی، فیلم‌بردار، بازیگر و تدوین‌گر
- بابک پیامی، کارگردان
- حمید تمجیدی، نویسنده، کارگردان و هنرپیشه
- آریانا انجینیر، هنرپیشهٔ خردسال
- کیهان مرتضوی، مدیر هنری
- میترا قوامیان طرح لباس
- مصطفی عزیزی، فیلمنامه‌نویس، کارگردان و تهیه‌کننده
- میترا منصوری، کارگردان، مستندساز
- مصطفی خرقه‌پوش تدوین‌گر
- مهدی شیرزاد، فیلمنامه‌نویس
- ابراهیم ابراهیمیان، فیلمنامه نویس و کارگردان

### ملکه زیبایی
- نازنین افشین جم، مدل و بازیگر، فعال بین‌المللی حقوق بشر
- لیلا میلانی، مانکن، طراح مد و بازیگر
- سامانتا تاجیک مانکن
- رامونا امیری مدل، دختر شایسته دنیا از کانادا در سال ۲۰۰۵
- سحر بی‌نیاز مدل و بازیگر، دختر شایسته کانادا در سال ۲۰۱۲

### ورزش
- نیکلاس لطیفی، راننده فرمول یک
- نسیم وارسته، قهرمانان کاراته
- فریناز لاری، قهرمانان کیک بوکسینگ
- یدالله شریفی‌راد، خلبانان تیم آکروجت
- فرهنگ مهتدی، بازیکن بسکتبال، تنیس و تنیس روی میز
- سعید آذربایجانی، کشتی‌گیر
- شیرکوه حاجی رسولی، بازیکن حرفه‌ای فوتبال کانادایی
- بیژن کنگرلو، قهرمانان اسکی

### مذهبی
- سید رضا حسینی‌نسب، اسلام‌شناس

### سایر
- محمودرضا خاوری، مدیر عامل سابق، اختلاس گر بانک ملی ایران
- امید تحویلی، از گردانندگان ایرانی جرایم سازمان‌یافته در خارج از ایران
- پویان یزدانجو[۲۲]، مهندس عمران، مشاور موفق در زمینه راه اندازی کسب و کار و استارت آپ، [۲۳] سرمایه گذار شرکت ها و استارت آپ های : مارتیدیا، تلیک تیم، ایم تلیک[۲۴]
- کیوان تابش، دانشجوی ایرانی که توسط پلیس کانادا کشته شد
- کاوه فرخ: تاریخدان و نویسنده برجسته کتاب‌های تاریخی در مورد ایران
- رامین کریملو: مجری west End، خواننده و بازیگر
- حسن زارع‌زاده اردشیر: فعال سیاسی و فعال در زمینه حقوق بشر
- دکتر ناصر سیگاری، متخصص طب سوزنی
- مسعود غفاریون اصفهانی، خواننده پاپ که با موسیقی دل من مشهور شد.[۲۵]